# Лунёв, Борис Степанович
Бори́с Степа́нович Лунёв (19 февраля 1930, д. Осиновка, Оханский район, Пермская область — 30 ноября 2022) — советский и российский геолог, дважды декан геологического факультета (1961, 1970—1974), заведующий кафедрой поисков и разведки полезных ископаемых (1979—2006) Пермского университета, лидер научного направления «Оценка и комплексное освоение полезных ископаемых с мелкими зёрнами ценных минералов на основе новых технологий», заслуженный работник высшей школы Российской Федерации, соросовский профессор, член-корреспондент АЕ РФ.

## Биография
В 1953 году окончил геолого-географический факультет Молотовского университета.
С 1961 года — кандидат геолого-минералогических наук, с 1967 года — доктор геолого-минералогических наук.
В 1961 году исполнял обязанности декана геологического факультета Пермского университета. Тогда же создал лабораторию осадочных полезных ископаемых (ЛОПИ), проводившую исследования мелких ценных минералов (алмаз, золото, платина, олово, цирконий, титан и др.) на Урале, Русской равнине, Украине, Кавказе, Чукотке, в Средней Азии, Прибалтике, Сибири, Карелии.
В 1970—1974 годах — вновь декан геологического факультета ПГУ, в 1979—2006 годах заведовал кафедрой поисков и разведки полезных ископаемых.
- Член совета Пермского государственного университета по защите диссертаций на соискание степени доктора наук.
- Член учёного совета геологического факультета Пермского государственного университета.

## Семья
Дочь — геолог О. Б. Наумова (род. 1962).

## Научные достижения
Впервые под руководством Б. С. Лунёва на Урале обнаружен редкий минерал карбид кремния (муассанит), доказано наличие алмазов на большой глубине (200 м), установлены импактные (космические) алмазы, собрана и изучена коллекция тяжёлых минералов аллювия территории бывшего СССР. Разработан метод оценки латеральной изменчивости по гранулометрии и тяжёлым минералам аллювия. Создана геологопоисковая установка МЦМ и разработана методика поисков мелких ценных минералов. Б. С. Лунёв — специалист по комплексной оценке минерального сырья.
Читает лекции по геоморфологии, четвертичной геологии, техногенным месторождениям, геологии россыпей, проходке горных выработок, проводит полевую практику по геокартированию.
Редактор межвузовского научного сборника «Аллювий» (6 выпусков), организатор ряда совещаний.
Автор ряда книг по геологии, известных по всей России: «Дифференциация осадков в современном аллювии» (1967), «Месторождения гравия, песка и глин Пермской области» (1959, в соавт. с А. М. Кропачёвым), «Атлас форм рельефа» (2 тома, 1998, 1999, в соавт. с О. Б. Наумовой; удостоен звания лауреата премии имени Г. А. Максимовича), «Мелкие алмазы Урала» (1996, в соавт. с Б. М. Осовецким).
Имеет несколько патентов (см., напр..)

## Награды и премии
- заслуженный работник высшей школы РФ (2001).
- Соросовский профессор (2000).
- Лауреат Премии им. Г. А. Максимовича по Пермскому краю (1999).
- Почётная грамота и дипломом лауреата ПГУ (1998).
- Почётная грамота Госкомитета РФ по высшему образованию (1996)
- Нагрудный знак «За отличные успехи в работе» (1984).
- медаль «Ветеран труда» (1984).
- Почётная грамота и дипломом лауреата ПГУ (1976).

## Избранные публикации
Научные статьи — 300. Монографии — 7. Учебные пособия — 3.
- Лунев Б. С. Дифференциация осадков в современном аллювии. Пермь, 1967. 333 с.
- Лунев Б. С., Осовецкий Б. М. Мелкие алмазы Урала. Пермь, 1996. 127 с.
- Лунев Б. С., Наумова О. Б. Атлас форм рельефа. Т. 1: Основные рельефообразующие факторы Земли. Пермь, 1998.296 с.
- Лунев Б. С., Наумова О. Б. Атлас форм рельефа. Т. 2: Формы рельефа Земли. Пермь, 1999. 316 с.
- Лунев Б. С., Наумова О. Б., Наумов В. А. Атлас форм рельефа. Т.4: Природные и техногенные формы. Пермь, 2004. 272 с.
- Лунев Б. С., Наумова О. Б. Атлас геологии россыпей. Т. 1: Факторы россыпеобразования. Пермь, 2005. 344 с.
- Лунев Б. С., Наумова О. Б., Наумов В. А. Мелкие ценные минералы в аллювии // Горный журнал. Известия высших учебных заведений. Екатеринбург, 2003. № 6. С. 53-56.
- Лунев Б. С. Микроскопическое описание обломков пород среднекамской терригенно-минералогической провинции // Фундаментальные исследования, 2005. № 2. С. 16-21.
- Лунев Б. С., Наумова О. Б., Наумов В. А. Мелкое золото в пермских конгломератах (Пермский край) // Современные проблемы науки и образования" № 6, 2012.
- Лунев Б. С., Наумова О. Б., Наумов В. А. Комплексные песчано-гравийные русловые месторождения Урала и Приуралья // Современные проблемы науки и образования. № 6, 2012.
- Лунев Б. С., Наумова О. Б., Наумов В. А. Строение аллювия и полезные ископаемые в границах развития подруслового карста // Современные проблемы науки и образования № 5, 2012.
- Naumova O. B., Naumov V. A., Lunyov B. S. Thin gold from palaeo-valleys of Permian. Materials of 33rd International Geological Congress August 2008, Oslo, Norway . URL: www.33igc.org
- Naumova O. B., Naumov V. A., Lunyov B.S.Palaeo-valleys of permian rivers in Perm region // Fluvial palaeo-sistems: evolution and mineral deposits. Collected papers. Moscow: VIMS.P. 66-72.
- Naumova O. B., Naumov V. A., Lunev B. S., Osovetsky B. M. Correlation of Cenozoic fluvial sediments in the Urals. Abstract volume FLAG biennial meeting, Clermont-Ferrand, France, 2002. 9-10 September.

Диссертации
- Лунев, Борис Степанович. Дифференциация осадков в современном аллювии : дисс. … доктора геолого-минералогических наук : 04.00.00. — Казань, 1966. — 544 с. : ил.